# Judy Henske
Judy Henske (* 20. Dezember 1936 in Chippewa Falls, Wisconsin, USA; † 27. April 2022 in Los Angeles, Kalifornien, USA) war eine US-amerikanische Sängerin und Songschreiberin.

## Leben
Henske besuchte die Notre Dame Grade School und das Rosary College in River Forest, Illinois, und studierte anschließend an der Universität von Wisconsin-Madison. Später arbeitete sie im Büro des Oberlin College, Ohio, und danach in einer Quäker-Kooperative in Philadelphia.
Um 1959 lebte sie im Yachthafen von San Diego, Kalifornien, auf einem dort verankerten Segelschiff und sang in Kaffeehäusern in San Diego und Los Angeles, wo sie u. a. mit Lenny Bruce zusammen auftrat. 1961 schloss sie sich den Whiskey Hill Singers an, einer Formation, gegründet von Dave Guard, ehemals Sänger des Kingston Trios. Mit diesen nahm sie ein Album auf.
Nach Auflösung der Whiskey Hill Singers ging sie nach Hollywood, wo sie Gelegenheit zu einem Solo-Auftritt bei der Fernsehreihe Hootenanny erhielt. Aufgrund des großen Erfolges wurde sie für regelmäßige Auftritte in der Judy-Garland-Show gebucht, jedoch nach kurzer Zeit wegen ihrer zynischen Texte wieder abgesetzt.
1963 wirkte sie bei dem Film Hootenanny Hoot mit, einer Dokumentation über den Höhepunkt der damaligen Folkmusikbewegung. Kurze Zeit später wurde Jac Holzman von der Plattenfirma Elektra Records auf sie aufmerksam und nahm mit ihr zwei Alben auf. Bereits auf dem ersten brachte sie ihren scharfzüngigen Humor zum Ausdruck. Parallel dazu trat sie regelmäßig als Solosängerin in New York auf und arbeitete u. a. mit Woody Allen, mit dem sie eine Beziehung hatte.
1963 heiratete sie Jerry Yester, Musiker im Modern Folk Quartet. Sie trat im Musical Gogo Loves You von Anita Loos auf und sang in Greenwich Village Clubs in New York und in anderen Städten der Ostküste der USA.
Nach einem gescheiterten Versuch von Mercury Records, sie als Allround-Entertainerin zu etablieren, zog sie mit Yester in den Laurel Canyon und blieb dem Musikgeschäft einige Jahre fern. Als Yester 1967 The Lovin’ Spoonful beitrat, ging sie zurück an die Ostküste.
1969 kehrte sie zur Musik zurück und nahm mit Yester das Album Farewell Aldebaran auf dem Label Straight Records von Frank Zappa auf, mit einer experimentellen Mischung aus Folk, psychedelischen Anteilen und Elementen klassischer Musik. Das Paar gründete die Band Rosebud und nahm mit dieser ein weiteres gemeinsames Album auf, bevor es sich trennte. 1973 heiratete Henske den Rosebud-Musiker Craig Doerge und zog sich in das Privatleben zurück. Sie schrieb dennoch weiter Songs, trat aber erst in den 1990er Jahren wieder live auf. 1999 und 2004 erschienen zwei neue Alben von ihr, und 2007 veröffentlichte Rhino Records ihr Gesamtwerk auf CD.
Henske und Doerge lebten in Pasadena, Kalifornien. Sie schrieben weiter Songs und machten Aufnahmen ihrer Musik. Judy Henske verstarb nach langer Krankheit am 27. April 2022 in Los Angeles im Alter von 85 Jahren.
Der US-amerikanische Schriftsteller Andrew Vachss ist ein Verehrer Henskes und erwähnte sie mehrmals in seinen Kriminalromanen.

## Diskographie
Alben
- 1962: Dave Guard and the Whiskeyhill Singers
- 1962: How the West Was Won (Filmmusik)
- 1963: Judy Henske
- 1963: High Flying Bird
- 1965: Little Bit of Sunshine… Little Bit of Rain
- 1966: The Death Defying Judy Henske
- 1969: Farewell Aldebaran (mit Jerry Yester)
- 1971: Rosebud
- 1999: Loose in the World
- 2004: She Sang California
- 2007: Big Judy: How Far This Music Goes

Singles
- 1962: That’s Enough / Oh, Didn’t He Ramble (als Judy Hart)
- 1963: I Know You Rider / Love Henry
- 1963: High Flyin’ Bird / Charlotte Town
- 1963: Til The Real Thing Comes Along / Lonely Train
- 1965: Crazy He Calls Me / Baby
- 1966: Road to Nowhere / Sing A Rainbow
- 1966: Day To Day / Dolphins In The Sea